# Gery Moder
Gery Moder (eigentlich Gerald Moder) ist ein österreichischer Musiker und Musikproduzent.
Moder ist als Gitarrist seit 1985 Mitglied von Gerhard Egger & Die Mostrocker. Er arbeitet hauptsächlich als Studiomusiker, u. a. mit namhaften Musikern und Bands wie Hans Söllner, Waterloo & Robinson, Jazz Gitti, Rounder Girls, Andy Summers, Livespirits, Dave Kaufmann, Freemen Singers, Stefanie Werger, Andy Baum. Als Musikproduzent war er 2013 für den Amadeus Austrian Music Award in der Kategorie „Best Engineered Album“ für Table for Two von Dave Kaufmann nominiert.

## Diskografie

### Engineer
- Big Heat – Scenes Of Fire (1993; Play Rock, West Virginia Records)

### Produzent
- The 5th
- Devil In Fairyland
- Apache's Land
- Weltsong
- Take Me Or Leave Me

### Remix
- Weltsong

### Arrangement
- Apache's Land
- Weltsong
- Mir San Die Champions (Johnny)

### Gastmusiker
- Weltsong
- Verdammt
- Vom Dachstoa bis Tennessee